# Scooby-Doo a duch čarodějky
Scooby-Doo a duch čarodějky (v anglickém originále Scooby-Doo! and the Witch's Ghost) je americký animovaný nadpřirozený hororový komediální film z roku 1999 režiséra Jima Stenstruma. Jedná se o druhý z řady filmů natočených podle kresleného seriálu Scooby-Doo. Film byl vyroben společnostmi Hanna-Barbera Cartoons a Warner Bros. Animation. Film byl 5. října 1999 vydán na VHS a na DVD pak 6. března 2001.

## Děj
Parta záhadologů cestuje do městečka Oakhaven v Nové Anglii na pozvání spisovatele hororů Bena Ravencrofta. Když do města dorazí, zjistí, že zde straší duch čarodějnice. Spisovatel Ravencroft je přesvědčen, že duch patří jeho prababičce Sarah Ravencroftové. Ta byla místním radním obviněna z čarodějnictví. Ben je ale přesvědčen, že to bylo neprávem a po partě chce, aby to dokázali.

## Obsazení
- Scott Innes jako Scooby-Doo a Norville "Shaggy" Rogers
- Frank Welker jako Fred Jones
- Mary Kay Bergman jako Daphne Blake, duch čarodějnice a dívka
- B.J. Ward jako Velma Dinkley
- Tim Curry jako Ben Ravencroft
- Jennifer Hale jako Sally "Thorn" McKnight a Butter Churner
- Neil Ross jako starosta Corey, Perkins a vedlejší postavy
- Jane Wiedlin jako Dusk
- Bob Joles jako Jack a Dr. Dean
- Kimberly Brooks jako Luna
- Tress MacNeille jako Sarah Ravencroft
- Peter Renaday jako Mr. McKnight

## Ocenění
| Rok  | Cena       | Kategorie                                 | Výsledek | Reference |
| ---- | ---------- | ----------------------------------------- | -------- | --------- |
| 2000 | Cena Annie | Vynikající domácí animovaná videoprodukce | Nominace | [ 2 ]     |